# Klaus Rösch
Klaus Wolfgang Rösch (* 18. Oktober 1945 in Ammerndorf; † 18. Februar 2018) war ein  deutscher Politiker der FDP, Prokurist und Sportfunktionär.

## Leben
Rösch studierte Betriebswirtschaftslehre in München sowie Nürnberg und schloss das Studium als Diplom-Betriebswirt ab. 1961 trat er in die FDP ein. Von 1971 bis 1982 war er Mitglied des Landesvorstands der FDP Baden-Württemberg, davon 1974 bis 1980 als stellvertretender Landesvorsitzender. 1968 bis 1971 war er stellvertretender Bundesvorsitzender der Jungdemokraten und in der gleichen Zeit Landesvorsitzender der baden-württembergischen Jungdemokraten.
1973 bis 1979 war er Mitglied des Kreistags des Schwarzwald-Baar-Kreises,1976 bis 1980 Mitglied des Landtags von Baden-Württemberg, 1980 bis 1983 Bundestagsabgeordneter und 1981 bis 1983 Mitglied der parlamentarischen Versammlung des Europarates.
Zusammen mit Karl Moersch, Martin Bangemann und Ralf Dahrendorf trieb Klaus Rösch ab der Mitte der 1960er Jahre die linksliberale Neuorientierung der FDP/DVP Baden-Württemberg voran.
Wegen Betrugs, Untreue und Konkursverschleppung wurde Rösch im Jahre 2004 zu einer Freiheitsstrafe von zwei Jahren und neun Monaten verurteilt. Unter anderem hatte er sich „als Vorsitzender des damaligen Zweitliga-Fußballvereins BSV 07 Schwenningen […]“ verspekuliert. Während seiner Zeit als 1. Vorsitzender des BSV 07 Schwenningen (1974–77) gelang ihm der Aufstieg des Vereins aus der Fußball-Amateurliga in die Profiliga, die 2. Bundesliga Süd.